# Kyle Richards
Kyle Egan Richards, född 11 januari 1969 i Hollywood i Los Angeles, är en amerikansk skådespelerska och realitystjärna. Hon är mest känd som en av hemmafruarna tillsammans med sin syster Kim Richards i Bravos The Real Housewives of Beverly Hills. Hon var även med i John Carpenters skräckfilm Alla helgons blodiga natt. 
En av Kyle Richards första roller var som Alicia Sanderson Edwards i Lilla huset på prärien.

## Privatliv
Kyle Richards var mellan 1988 och 1992 gift med Guraish Aldjufrie och är sedan 1996 gift med Mauricio Umansky. Hon bor i Bel Air i Los Angeles.